# Stefan Georgiev
Stefan Georgiev (in bulgaro Стефан Георгиев?; Sofia, 20 marzo 1978) è un ex cestista bulgaro.

## Carriera
Con la Bulgaria ha disputato due edizioni dei Campionati europei (2005, 2009).

## Palmarès
- Campione di Bulgaria: 2

2000, 2003
- Coppa di Bulgaria: 5

Academic Sofia: 2002, 2003, 2008
CSKA Sofia: 2005
Levski Sofia: 2010
- Lega Balcanica: 2

Levski Sofia: 2009-10, 2013-14